# Giải Sao Thổ cho nam diễn viên chính xuất sắc nhất
Giải Sao Thổ cho nam diễn viên chính xuất sắc nhất (tiếng Anh: Saturn Award for Best Actor) là một hạng mục của giải Sao Thổ do Viện Hàn lâm phim khoa học viễn tưởng, kỳ ảo và kinh dị trao tặng hàng năm để vinh danh nam diễn viên đóng vai chính xuất sắc nhất năm trong các thể loại khoa học viễn tưởng, kinh dị và kỳ ảo trong điện ảnh, truyền hình và giải trí tại gia. Kể từ khi thành lập vào năm 1974, kỷ lục nhiều giải nhất thuộc về Robert Downey, Jr. và Mark Hamill với 3 lần chiến thắng cho mỗi người, trong khi xếp sau là Jeff Bridges và Harrison Ford với hai giải. Tom Cruise là diễn viên nhận được nhiều đề cử nhất (10 đề cử), xếp sau lần lượt là Arnold Schwarzenegger (7 đề cử, hai trong số đó là cho vai Kẻ hủy diệt), Harrison Ford (6 đề cử dành cho vai Han Solo hoặc Indiana Jones) và Robert Downey, Jr. (6 đề cử, 3 trong số đó là cho vai Người Sắt).

## Danh sách cụ thể

### Thập niên 2010
| Năm       | Diễn viên            | Tựa phim                                 | Nhân vật                       | Chú thích |
| --------- | -------------------- | ---------------------------------------- | ------------------------------ | --------- |
| 2016 (43) | Ryan Reynolds        | Deadpool                                 | Wade Wilson / Deadpool         | [ 1 ]     |
| 2016 (43) | Benedict Cumberbatch | Doctor Strange: Phù thủy tối thượng      | Dr. Stephen Strange            | [ 1 ]     |
| 2016 (43) | Chris Evans          | Captain America: Nội chiến siêu anh hùng | Steve Rogers / Captain America | [ 1 ]     |
| 2016 (43) | Matthew McConaughey  | Gold                                     | Kenny Wells                    | [ 1 ]     |
| 2016 (43) | Chris Pine           | Star Trek: Không giới hạn                | Thuyền trưởng James T. Kirk    | [ 1 ]     |
| 2016 (43) | Chris Pratt          | Người du hành                            | Jim Preston                    | [ 1 ]     |
| 2016 (43) | Mark Rylance         | Chuyện chưa kể ở xứ sở khổng lồ          | BFG                            | [ 1 ]     |
| 2017 (44) | Mark Hamill          | Star Wars: Jedi cuối cùng                | Luke Skywalker                 | [ 2 ]     |
| 2017 (44) | Chadwick Boseman     | Black Panther: Chiến binh Báo Đen        | T'Challa / Black Panther       | [ 2 ]     |
| 2017 (44) | Ryan Gosling         | Tội phạm nhân bản 2049                   | K                              | [ 2 ]     |
| 2017 (44) | Hugh Jackman         | Logan: Người sói                         | James Howlett / Logan          | [ 2 ]     |
| 2017 (44) | Daniel Kaluuya ‡     | Trốn thoát                               | Chris Washington               | [ 2 ]     |
| 2017 (44) | Andy Serkis          | Đại chiến hành tinh khỉ                  | Caesar                         | [ 2 ]     |
| 2017 (44) | Vince Vaughn         | Brawl in Cell Block 99                   | Bradley Thomas                 | [ 2 ]     |

## Thống kê

### Nhiều đề cử
| 2 đề cử - Warren Beatty - George Burns - James Caan - Kevin Costner - Daniel Craig - Hume Cronyn - Matt Damon - Albert Finney - Michael J. Fox - Jeff Goldblum - Tom Hanks - Christopher Lee - Bill Murray - Liam Neeson - Chris Pratt - Ryan Reynolds | 3 đề cử - Jim Carrey - George Clooney - Leonardo DiCaprio - Chris Evans - Anthony Hopkins - Matthew McConaughey - Tobey Maguire - Jack Nicholson - Brad Pitt 4 đề cử - Christian Bale - Jeff Bridges - Pierce Brosnan - Mark Hamill - Hugh Jackman - Will Smith - Robin Williams - Bruce Willis | 5 đề cử - Johnny Depp - Viggo Mortensen - Christopher Reeve - William Shatner 6 đề cử - Robert Downey, Jr. - Harrison Ford 7 đề cử - Arnold Schwarzenegger 10 đề cử - Tom Cruise |

### Nhiều chiến thắng
3 giải
- Robert Downey, Jr.
- Mark Hamill

2 giải
- Jeff Bridges
- Harrison Ford